# Patricia Mayr-Achleitner
Patricia Mayr-Achleitner (született: Patricia Mayr) (Rum, 1986. november 8. –) osztrák hivatásos teniszezőnő. WTA-tornát eddig nem sikerült nyernie, döntőt pedig egyszer játszott, 2011-ben Bad Gasteinben. Grand Slam-tornán a legjobb teljesítménye a második kör, amelyet 2009-ben az Australian Openen és Wimbledonban sikerült elérnie. Legjobb egyéni világranglista-helyezése a hetvenedik volt, ezt 2009 májusában érte el.
2010 decemberében férjhez ment edzőjéhez, Michael Achleitnerhez.

## WTA-döntői

### Egyéni

#### Elveszített döntői (1)
|    | Dátum            | Torna                       | Borítás | Ellenfél a döntőben         | Eredmény |
| 1. | 2011. július 17. | Gastein Ladies, Bad Gastein | Salak   | María José Martínez Sánchez | 0–6, 5–7 |

## Év végi világranglista-helyezései
| Év       | 2003 | 2005 | 2006 | 2007 | 2008 | 2009 | 2010 | 2011  |
| Helyezés | 973. | 643. | 474. | 343. | 123. | 86.  | 99.  | = 99. |